# Podgradina (Posedarje)
Podgradina falu Horvátországban Zára megyében. Közigazgatásilag Posedarjéhoz tartozik.

## Fekvése
Zára központjától légvonalban 22 km-re, közúton 27 km-re északkeletre, községközpontjától légvonalban 3, közúton 6 km-re délre Dalmácia északi részén, az A1-es autópályától keletre a Novigradi-tenger felett hat kilométer hossza terül el Posedarje, Paljuv, Novigrad, Islam Latinski és Grčki között.

## Története
A mai település elődje a 17. században a Novigradi-tenger partján fekvő Budima volt, amely nem volt állandó település, hanem itt a velencei-török határon a török ellen harcoló uszkókoknak szolgált menedékhelyül. A moreai háború során 1684-ben a Budimán élők délebbre, a Gradina nevű magaslat alá települtek át, amely már az ókorban a liburnok számára is fontos stratégiai hely volt és amelyen egykor erőd is állt. A szomszédos Mirce lakói összefogva a budimaiakkal létrehozták az új települést, melyet a közeli magaslatról Podgradinának (Podgradina = Gradina alatt) neveztek el. Később keletről újabb betelepülők érkeztek Ervenik, Medviđa, Kruševo és Pridraga bukovački kotari falvakból. A falunak 1880-ban 126, 1910-ben 286 lakosa volt. Az önálló podgradinai plébániát 1990. december 8-án kiadott rendeletével hozta létre Marijan Oblak zárai érsek. A településnek 2011-ben 684 lakosa volt, akik főként mezőgazdasággal, állattenyésztéssel és turizmussal foglalkoztak.

## Lakosság
| Lakosság változása | Lakosság változása | Lakosság változása | Lakosság változása | Lakosság változása | Lakosság változása | Lakosság változása | Lakosság változása | Lakosság változása | Lakosság változása | Lakosság változása | Lakosság változása | Lakosság változása | Lakosság változása | Lakosság változása | Lakosság változása |
| ------------------ | ------------------ | ------------------ | ------------------ | ------------------ | ------------------ | ------------------ | ------------------ | ------------------ | ------------------ | ------------------ | ------------------ | ------------------ | ------------------ | ------------------ | ------------------ |
| 1857               | 1869               | 1880               | 1890               | 1900               | 1910               | 1921               | 1931               | 1948               | 1953               | 1961               | 1971               | 1981               | 1991               | 2001               | 2011               |
| 0                  | 0                  | 216                | 205                | 226                | 286                | 391                | 316                | 280                | 521                | 603                | 631                | 645                | 618                | 650                | 684                |

## Nevezetességei
A Szentlélek tiszteletére szentelt plébániatemplomát 1990. december 9-én szentelte fel Marijan Oblak érsek. A templom nem állhatott sokáig háborítatlanul, mivel 1991. szeptember 13-án a szerb erők támadása következtében leégett. A háború után teljesen újjá kellett építeni. A templom egyhajós épület sekrestyével. Szembemiséző oltára, szenteltvíztartója kőből készült. A templomot a Fatimai Szűzanya fából faragott szobra díszíti. Harangtornyában két harang található.